# وزارت منابع انسانی (مصر)
وزارت منابع انسانی (به انگلیسی: Ministry of Manpower)، یک وزارتخانه است که مسئولیت نیروی انسانی، امور مربوط به کار و برون‌کوچی کارگران مصری را بر عهده دارد.

## نمایه
این وزارتخانه در قاهره واقع شده است. وزیر منابع انسانی و مهاجرت، همچنین ریاست  کمیته عالی مهاجرت را که در سال ۱۹۷۷ تاسیس گردید، بر عهده دارد.